# Winnibald Joseph Menezes
Winnibald Joseph Menezes (* 25. September 1916 in Mangalore, Karnataka, Britisch-Indien; † 27. Mai 2002) war Weihbischof in Bombay.

## Leben
Winnibald Joseph Menezes empfing am 20. Dezember 1942 das Sakrament der Priesterweihe.
Am 29. November 1967 ernannte ihn Papst Paul VI. zum Titularbischof von Thubursicum-Bure und bestellte ihn zum Weihbischof in Bombay. Der Erzbischof von Bombay, Valerian Kardinal Gracias, spendete ihm am 3. Februar 1968 die Bischofsweihe; Mitkonsekratoren waren der Weihbischof in Bombay, Longinus Gabriel Pereira, und der Bischof von Mangalore, Basil Salvadore D’Souza.
Am 10. Juli 1976 trat Winnibald Joseph Menezes als Weihbischof in Bombay zurück.